# 黃季成
黄季成（1562年—1604年），字集徵，号惕弦，福建漳州府漳浦县人。明朝政治人物、進士出身。

## 生平
萬曆十六年（1588年）戊子科福建鄉試舉人，十七年（1589年）登己丑科三甲二百三十七名進士，大理寺觀政，九月养病，十九年十二月授浙江東陽縣知縣，邑民素健讼，季成平心研鞫，两造曲直，尽得其情，刁风顿息，二十六年升户部主事，二十七年以外艰归。服闋，三十年擢为工部主政，分管铸造局。局故繁琐而利窦百孔，季成一以淡泊处之，严饬家人，禁绝常例。萬曆三十二年卒，卒之日，橐如悬磬。天性怛夷，廉而不刿，去东阳已久，而民益思之。

## 家族
曾祖黄賀。祖黄翰。父黄日宣，廪生。